# ガレアッツォ・マリーア・スフォルツァ
ガレアッツォ・マリーア・スフォルツァ（Galeazzo Maria Sforza, 1444年1月24日 - 1476年12月26日）は、ミラノ公。

## 生涯
フランチェスコ・スフォルツァとビアンカ・マリーア・ヴィスコンティの長男として、フェルモで生まれた。残忍な圧制者として知られ、のち3人の貴族によりミラノのサント・ステファノ教会内で暗殺された。
最初の妻ドロテア・ゴンザーガ（ルドヴィーコ3世・ゴンザーガの娘）とは結婚してすぐに死別したため、ボナ・ディ・サヴォイアと再婚。ジャン・ガレアッツォ、ビアンカ・マリア、アンナ・マリーア（フェラーラ公アルフォンソ1世・デステの妻）らが生まれた。他に、庶子としてカテリーナらがいた。
彼は音楽のパトロンとして知られた。彼は多くのフランドル楽派やフランス系の歌手・作曲家を宮廷に招き、ミサ曲やモテットを作曲させた。彼の宮廷に招聘されたので知られるのは、アレクサンダー・アグリコラ、ヨハネス・マルティーニ、ロイゼ・コンペール、ガスパル・ファン・ヴェールベケである。ガレアッツォの殺害後、この音楽家たちはミラノを去り、エステ家に招かれたため、フェラーラが新しい音楽の中心地となった。

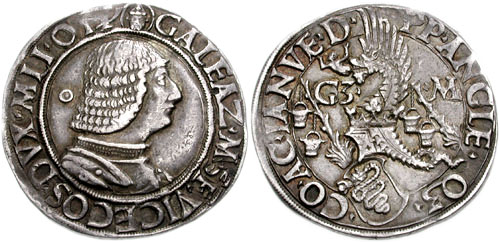
ガレアッツォ・マリーア・スフォルツァ発行したテストーネ銀貨。1470年代。

## 子女
2番目の妻ボナ・ディ・サヴォイア（Bona di Savoia, 1449年8月10日 - 1503年11月23日）との間に4人の嫡出子をもうけた。
- ジャン・ガレアッツォ・マリーア（1469年 - 1494年）
- エルメス（Ermes, 1470年5月30日 - 1503年）
- ビアンカ・マリーア（1472年 - 1510年） - 神聖ローマ皇帝マクシミリアン1世と結婚。
- アンナ・マリーア（1473年 - 1497年） - フェッラーラのアルフォンソ1世・デステと結婚。

ルクレーツィア・ランドリアーニ（Lucrezia Landriani）との庶子。
- カルロ（1461年 - 1483年5月9日）
- カテリーナ（1463年 - 1509年） - 最初はフォルリとイーモラの領主と結婚し、3度目の結婚で傭兵隊長ジョヴァンニ・デッレ・バンデ・ネーレの母となった。
- アレッサンドロ（1465年 - 1523年9月29日）
- キアーラ（1467年 - 1531年5月15日）